# De Telegraaf
De Telegraaf és el diari de més tirada als Països Baixos, publicat per primera vegada l’1 de gener de 1893. Té seu a Amsterdam i és conegut pel seu format de diari sensacionalista amb un ampli contingut esportiu, de notícies d’espectacles i d’opinió política, amb tendència a la dreta populista. Tot i això, també inclou una secció econòmica més seriosa, amb 455.727 exemplars el 2014.
Fundat per Henry Tindal, el diari ha passat per diverses etapes històriques, incloent el control per part dels nazis durant la Segona Guerra Mundial, fet que va implicar una prohibició temporal després del conflicte. Posteriorment, va recuperar el lideratge i es va consolidar com el principal diari del país des de la dècada de 1960.
Va ser el vuitè diari europeu amb més tirada el 2001, amb una circulació de 807.000 exemplars. El 21 de març de 2004 va introduir una edició dominical, que va ser eliminada el 27 de desembre de 2009. La circulació va ser de 488.902 exemplars el 2013, disminuint a 455.727 el 2014, 430.686 el 2015, i 393.537 el 2017.
L’octubre de 2014, el diari va canviar del format tradicional (fulla ampla) al format tabloide.
Des del 2017, pertany al grup belga Mediahuis quan va adquirir la Telegraaf Media Groep. Aquest grup és un actor important en el mercat de mitjans europeus, amb presència als Països Baixos, Bèlgica, Alemanya, Irlanda i Luxemburg.